# ヒトTリンパ好性ウイルス
ヒトTリンパ好性ウイルス（ヒトティーリンパこうせいウイルス、Human T-lymphotropic Virus、Human T-cell Leukemia Virus、HTLV）は、レトロウイルスの一種。1型から4型（HTLV-I, II, III, IV）までがある。1型は成人T細胞白血病 (ATL) の原因ウイルスである。
ヒトT細胞白血病ウイルス、ヒトTリンパ球向性ウイルス、ヒトＴリンパ向性ウイルスとも表記される。

## 概要
特にHTLV-Iは最初に発見された疾患を起こすヒトレトロウイルス。類縁ウイルスにサルに感染するsimian T-lymphotropic virus (= STLV) がある。
宿主であるヒトのT細胞内では核内に移行し、ウイルスのRNAからcDNAを逆転写により生成し、cDNAは宿主ゲノムDNAへインテグレーション (integration) する。integration siteはランダムで決まってはいない。組み込まれたウイルス由来DNAからウイルスRNA全長のmessenger mRNA (gag,pol mRNA) を生成する。全長mRNAはスプライシング (splicing) を受け、env mRNAとなる。env mRNAはさらにスプライシング (secondary splicing) を受けpX mRNAとなる。px mRNAは複製制御を担うp40tax/p27rex 蛋白をコードする。 これらのgag-pol, pX 各mRNAは、異なるopen reading frame(ORF)を持つため、もとのウイルスゲノムRNAが一本であっても、それぞれのmRNAは異なった蛋白をコードすることができる。感染T細胞は必ずしも死滅するわけではない。そのため、T細胞から別のT細胞へ感染するほかに、感染したT細胞の増殖によるウイルス増殖もみられる。
HTLVはフリーのウイルス粒子による感染は効率が非常に悪いので、ウイルスの感染には、感染細胞と非感染細胞の細胞間接触が必要である。

## HTLV-I

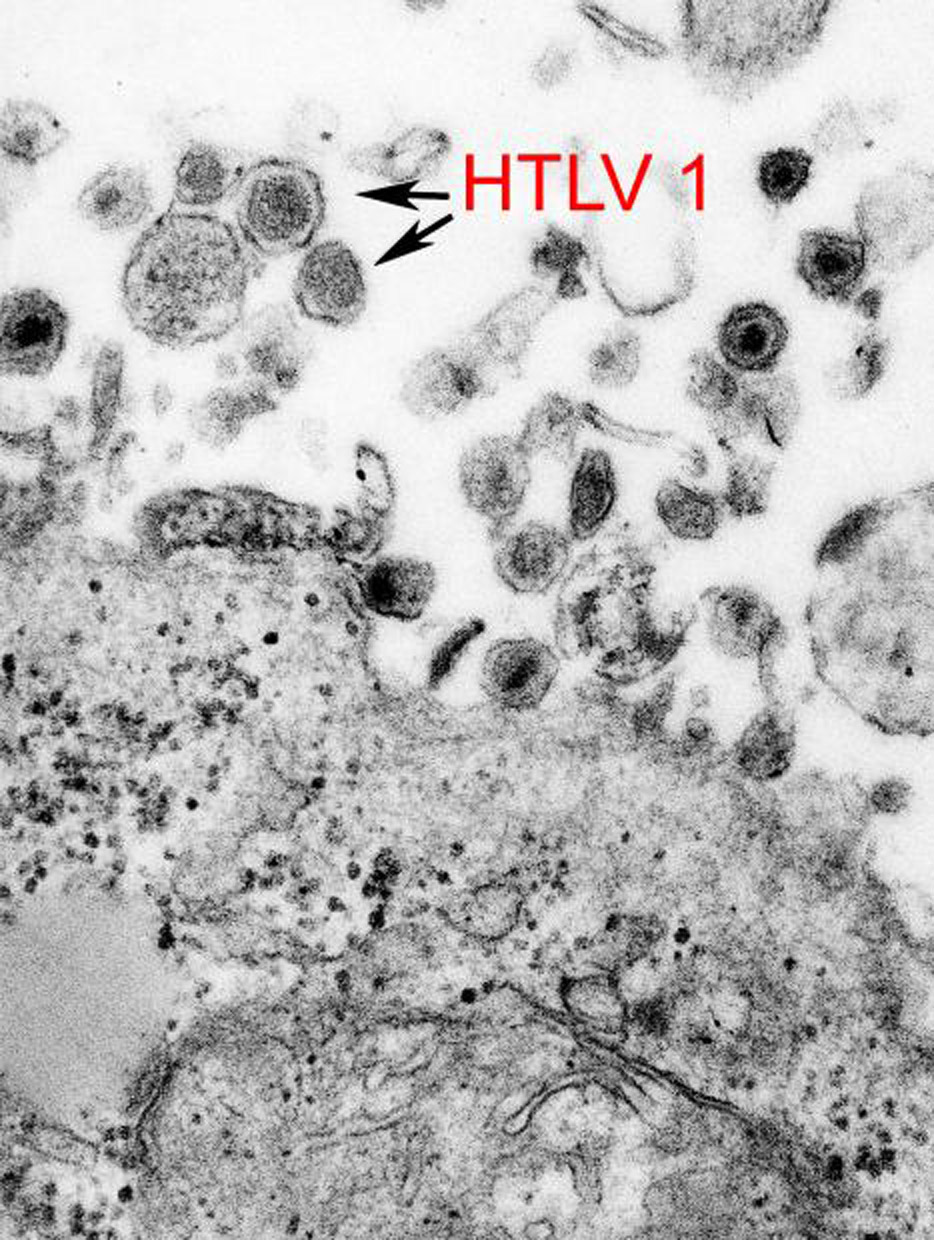
顕微鏡で見たHTLV-I

HTLV-1は腫瘍ウイルスのひとつで、ウイルス保持者（キャリアと呼ぶ）は生涯の何れかの時点でATL（=adult T-cell leukemia, 成人T細胞白血病）を発症する可能性がある。
1977年に、京都大学の内山卓、高月清らによって、日本の九州出身の白血病患者には特有のT細胞性白血病が多いことから成人T細胞性白血病 (adult T-cell leukemia; ATL) という疾患概念を提唱した。その後、1981年に、京都大学の日沼頼夫らによってレトロウイルスが分離され「ATL virus (ATLV)」とした。これは1980年にアメリカ国立衛生研究所のロバート・ギャロらが菌状息肉症患者から分離した、ヒトから初めて発見されたレトロウイルスと同一のウイルスとのちに判明し、名称はHuman T-cell leukemia virus type 1 (HTLV-1) と改められた。
このウイルスは、自然には性行為または哺乳などの水平感染により感染することが多いが、出産時、母体内での垂直感染もある。母乳感染は、母親がHTLV-Iキャリアであることが判明した場合、母乳哺育を行わずに人工乳を用いることによって回避できる。人工的には、血液曝露（感染リンパ球を含んだ輸血）により感染するが、血漿成分輸血、血液製剤ではあまり感染しない。これはcell-to-cell infection（細胞から細胞へ感染）のためだといわれている。日本では現在、献血に際して抗体スクリーニングが行われており、輸血での感染のリスクは低い。また発症率は3-5%と低いため、HTLV-1キャリアであっても生涯発症しない場合もある。
感染力は極めて弱く、大量の生きたリンパ球が入らないと感染しない。そのため、輸血・授乳・性行為を除けば通常生活での家族感染や職場等での感染はほぼ無く、特別の配慮は必要無い。
文化人類学的に、HTLV-Iの塩基配列を検討することによって、人類の移動を推測する研究もなされている。夫婦・親子と感染するため、ヒト・ゲノムと同様に、一群のヒト集団（血族）の移動を示唆すると考えられる。
tax遺伝子をT細胞および胸腺細胞で発現させたトランスジェニックマウスではT細胞性白血病 / リンパ腫を発症する。

### 検査
- 血清抗HTLV-1抗体
- 感染細胞プロウイルス検査(サザンブロット)
- 白血病化しても骨髄浸潤は少ないため、血小板減少を認めることは少ない。
- 白血病化すると「flower cell」と呼ばれる独特なリンパ球を認める。

### 成人T細胞白血病・リンパ腫
Adult T-cell leukemia (ATL) ともいう。
HTLV-I感染を原因とする白血病/悪性リンパ腫であり、日本、特に九州、沖縄に非常に多いという特徴がある。ATLは初回から薬剤耐性を示すことが少なくなく、標準的な治療法が未だに確立していない。発症率は、キャリアで年間1,000人に1人。

### HTLV-I関連脊髄症
HTLV-1 associated myelopathy(HAM)ともいう。先に熱帯性痙性対麻痺(tropical spastic paraparesis, TSP)として疾患概念が確立されつつあった疾患との関連から、HAM/TSPとも呼ばれる。1986年、納らによって報告され疾病概念が確立した。
平成21年度より、厚生労働省難病対策疾患に指定された。HTLV-1に感染したTリンパ球が脊髄の中に入り込み炎症を起こすことがきっかけと考えられ、神経細胞が傷つけられることで、歩行障害、排尿障害、便秘などの症状が現れる。発症率は、キャリアで年間3万人に1人と推定される。

### HTLV-Iぶどう膜炎
HTLV-I associated uveitis (HAU)ともいう。軽度炎症は自然治癒することもあるが、中等度以上の炎症は副腎皮質ステロイドの点眼と内服が有効である。

### その他の関連病変
HAB (HTLV-I associated bronchitis)などがある。

### 分布と縄文人
日本におけるHTLV-Iの分布は、縄文人との関連が指摘されている。

## HTLV-II
アフリカを中心にみられる。

## HTLV-III
カメルーンで2005年に発見された。